# Вікторія (Мазовецьке воєводство)
Вікторія (пол. Wiktoria) — село в Польщі, у гміні Страхувка Воломінського повіту Мазовецького воєводства.
Населення — 52 особи (2011).
У 1975-1998 роках село належало до Седлецького воєводства.

## Демографія
Демографічна структура станом на 31 березня 2011 року:
|          | Загалом | Допрацездатний вік | Працездатний вік | Постпрацездатний вік |
| -------- | ------- | ------------------ | ---------------- | -------------------- |
| Чоловіки | 29      | 2                  | 20               | 7                    |
| Жінки    | 23      | 3                  | 12               | 8                    |
| Разом    | 52      | 5                  | 32               | 15                   |